# روبوت جيدي
كان مشروع جيدي عبارة عن استكشاف للجزء الداخلي من الهرم الأكبر في الجيزة. يتكون فريق المشروع من خبراء دوليين ومصريين. الاسم مشتق منجيدي، الساحر المصري القديم الذي استشاره الفرعون خوفو عند تخطيط هرمه الشهير. كما أعلن الدكتور زاهي حواس في مدونته: «الغرض من هذا المشروع هو إرسال مستكشف نفق آلي إلى» الممرات الهوائية «المؤدية من غرفة الملكة في الهرم الأكبر خوفو لجمع الأدلة لتحديد الغرض من مهاوي».
تمت إدارة الفريق من قبل جامعة ليدز وبدعم من شركة داسو سيستمس في فرنسا.
يمكن الاطلاع على تقرير مفصل عن المشروع على شبكة الإنترنت.

## أعضاء الفريق
- نج تزي تشوين (هونغ كونغ)، باحث مستقل.
- شون وايتهيد (المملكة المتحدة)، باحث مستقل.
- روبرت ريتشاردسون (المملكة المتحدة)، أستاذ الروبوتات، كلية الهندسة الميكانيكية، جامعة ليدز، المملكة المتحدة.
- رون جريف، كندا.
- أعضاء الفريق الرئيسيون الآخرون هم أندرو بيكرينغ وستيفن رودس وأدريان هيلدريد وجيسون ليو وويليام مايفيلد وأندرو سميث.

أجرى الفريق دراسات أولية على الأعمدة الهوائية في شهري يوليو وديسمبر 2009، واستمر في عمله عام 2011.

## أدوات
تفاصيل روبوت فريق جيدي:
- «الكاميرا ذات الثقب» التي يمكن أن تتناسب مع المساحات الصغيرة والرؤية حول الزوايا مثل المنظار.
- جهاز مصغر بالموجات فوق الصوتية يمكنه النقر على الجدران والاستماع إلى الاستجابة للمساعدة في تحديد سمك الحجر وحالته.
- روبوت «خنفساء» مصغر يمكن أن يدخل في ثقب بقطر 20 مم لمزيد من الاستكشاف في الأماكن الضيقة.
- بوصلة دقيقة ومقياس ميل لقياس اتجاه الأعمدة.
- مثقاب أساسي يمكنه اختراق حجر السد الثاني (إذا لزم الأمر وممكنا) مع إزالة الحد الأدنى من المواد اللازمة.

## النتائج
تم العثور على علامات حمراء صغيرة داخل مساحة العمود الصغير للباب الثاني. تم تصوير الجزء الخلفي من الباب حيث أظهر باقي مقابض معدنية مزخرفة.
تم نشر تطوير المشروع والنتائج الفوتوغرافية في مجلة (Field Robotics).

## روابط خارجية
- مُدوّنة زاهي حواس، الأمين العام للمجلس الأعلى للآثار في مصر. "The Djedi Team Robot". مؤرشف من الأصل في 2014-11-03. اطلع عليه بتاريخ 2016-02-22.